# Pippo, Pertica e Palla
Pippo, Pertica e Palla sono tre personaggi a fumetti di Jacovitti e i protagonisti delle sue prime storie.
Pippo, Pertica e Palla, gli amici affiatati, chiamati fin dall'inizio "i 3P", ai quali Jacovitti deve il suo primo grande successo, pare siano delle caricature di tre fra i più cari compagni di scuola dell'autore.
Pippo è certamente riconosciuto come leader del gruppo, è sì piccolo ma sommamente intelligente, fantasioso e buono.
Palla invece, grassone e pauroso, ma innanzi tutto goloso, è destinato a fare la parte comica della storia, così come Pertica, ingenuo e un po' svampito, ma in primo luogo magro e spilungone. E poi c'è il cane Tom, il più intelligente del gruppo, che in ogni storia dà sempre una svolta alla loro avventura.
I 3P, insieme con il fedele cane Tom, sono catapultati nelle più varie e incredibili avventure, dall'amato West, alle foreste africane, dal regno dei Faraoni fino alla Luna, in un turbinoso girovagare non solo nello spazio ma anche nel tempo, dal presente al passato, dal reale al fantastico.
In tutte le storie dei 3P si sono poi aggiunti anche altri personaggi come Zagar, la Signora Carlomagno, Cip l'arcipoliziotto e Jak Mandolino.

## Le storie
- Pippo e gli inglesi: Pubblicato sulla rivista "Il Vittorioso", 1940
- Pippo nella Luna. Pubblicato sul settimanale "Il Vittorioso", 12 tavole: dal n.22 del 17 giugno 1945 al n.34 del 9 settembre 1945
- Pippo in montagna: Pubblicato dal settimanale "Il Vittorioso", 28 tavole: dal n.38 del 7 ottobre 1945 al n.17 del 12 maggio 1946
- Pippo vola: 25 marzo 1946
- Pippo e Zagar: Pubblicato dal settimanale "Il Vittorioso", 13 tavole: dal n.34 del 3 settembre 1947 al n.49 del 21 dicembre 1947
- Pippo e la bomba comica. Pubblicato dal settimanale "Il Vittorioso", 15 tavole: dal n.1 del 4 gennaio 1948 al n.15 dell'11 aprile 1948
- Pippo e il faraone. Pubblicato dal settimanale "Il Vittorioso", 17 tavole: dal n.18 del 2 maggio 1948 al n.40 del 13 ottobre 1948
- Pippo nel castello di Roccocò:1951
- Pippo nel duemila. Pubblicato dal settimanale "Il Vittorioso", 18 tavole: dal n.43 del 22 ottobre 1950 al n.7 dell'8 febbraio 1951
- Pippo agli Antipodi: 1953
- Pippo Milionario: 1953
- Hallo Pippo: 1954
- Pippo sotto zero:1955
- Pippo Preistorico: 1956
- Pippo e Gibù: 1958
- Pippo e il Cirlimpacco: 1960
- L'arcipippo:1961
- PiPiPi a ParlaChiaro: 1971